# Música-tema
A expressão música-tema (ou tema musical) geralmente é empregada no contexto de programas de rádio, televisão ou filmes. É uma peça escrita especificamente para um determinado programa e geralmente executada durante a abertura do programa e/ou nos créditos finais. A música-tema pode vir ou não acompanhada de letra.É nela também que geralmente se coloca os créditos de abertura.
A expressão música-tema ou tema musical pode também ser utilizada em referência a uma canção que se tornou a "marca registrada" de um cantor ou autoridade; no último caso, frequentemente são usadas quando eles adentram o recinto. Exemplos dessa associação incluem: o Presidente dos Estados Unidos com "Hail to the Chief"; Bob Hope com "Thanks for the Memory"; Frank Sinatra com "New York, New York (canção)"; Liberace com "I'll Be Seeing You" e Roberto Carlos com "Emoções".

## Popularidade
Música tema tem sido uma característica da maioria dos programas de televisão. Alguns programas fazem adaptações à músicas já existentes ou criam uma música tema nova. Em alguns casos as músicas são liberadas comercialmente e acabam alcançando uma grande popularidade, como por exemplo a música tema do seriado Friends, "I'll Be There For You".[carece de fontes?]